# Microsaprinus bonairii
Microsaprinus bonairii är en skalbaggsart som först beskrevs av Leon Fairmaire 1884.  Microsaprinus bonairii ingår i släktet Microsaprinus och familjen stumpbaggar. Artens utbredningsområde är Afrika. Inga underarter finns listade i Catalogue of Life.